# Rezolucija Vijeća sigurnosti UN-a 844
Rezolucijom Vijeća sigurnosti UN-a 844, jednoglasno usvojenom 18. lipnja 1993. godine, nakon potvrđivanja Rezolucije 713 (1991.) i kasnijih rezolucija, Vijeće je uočilo pogoršanje situacije u Bosni i Hercegovini i odobrilo pojačanje Zaštitnih snaga Ujedinjenih naroda (UNPROFOR).
Djelujući prema Poglavlju VII Povelje Ujedinjenih naroda i ponavljajući svoju uzbunu zbog kršenja međunarodnog humanitarnog prava, dodatnih 7.600 pripadnika osoblja poslano je kao dopuna UNPROFOR-u u skladu s izvješćem glavnog tajnika Boutrosa Boutrosa-Ghalija u skladu s Rezolucijom 836 (1993.). Upućeni su i dodatni pozivi za dodatno osoblje iz država članica, kao i za opremu i logističku potporu.
Ponovno je potvrđena odluka o korištenju zračnih snaga ui oko sigurnih područja Tuzle, Žepe, Bihaća, Goražda, Sarajeva i Srebrenice kako bi se pružila pomoć UNPROFOR-u, pozivajući države članice da surađuju s glavnim tajnikom po tom pitanju.

## Vanjske poveznice
- Text of the Resolution at undocs.org